# Canne de combat
A Canne de combat francia fegyveres küzdősport, melyben a küzdő felek botokkal próbálnak egymásnak találatokat bevinni. 1980 óta rendeznek belőle versenyeket. Vívás alatt védőruhát és vívómaszkot viselnek a küzdő felek.

## Története
A legkorábbi módszerek egyikét vándorcirkuszosok mutatták be, akik Dél-Franciaországban és Spanyolországban gyakran megfordultak. Kezdetben a botokat csak játékra használták. Később azonban önvédelmi alkalmazáskor igen hatásos fegyvernek bizonyult. A kard kifejlődése után a botokat csak gyakorlásnál használták, hogy csökkentsék a sérülés kockázatát.
Az idő múlásával és a védőmaszk feltalálásával 1780 körül a bot elavult, de a játék kedvéért még tovább használták. Vágó- és szúrótechnikákat a vívásból átvették, és ezt fejlesztették tovább. A 19. század volt az aranykor. Ez a korszak, amikor a sétabot divatkellékké és önvédelmi eszközzé vált.
A rendszeres gyakorlás által a sétabot egy speciális fegyverré alakult. Az érdeklődők az instrukciókat a savate-on (savate: francia box) és vívóakadémián megtalálhatták. Számos katonai alakulatnál kötelezővé tették a tanítását. A különböző ezredek tisztjei egymás közötti versenyeket rendeztek Észak-Afrikában, ahol az arabok között is lelkes hívek akadtak. Egy, illetve két botot is használtak. A párizsi két botos "játék" az összehangolt gyakorlatokon alapult. Ez a bot-technika még újdonság volt, a bemelegítő gyakorlatoknál használták. Aztán ahogy a sétabot kezdett fokozatosan megszűnni, mint divatos kellék, úgy csökkent a tanulók száma. Szerencsére a francia-boxban kiegészítő elem a botvívás, ami életben tartotta, mert abban az időben közel állt a kihaláshoz. A fennmaradását annak is köszönhette, hogy jól alkalmazható módszere és stílusa volt. A Canne fejlesztésében jelentős szerepet vállaló személyek:

### Pierre Vigny
1885-ben a Charlemont akadémián tanul. A specialitása a Canne volt. 1886–tól 1900-ig részt vesz a különböző Canne bemutatókon, versenyeken. Ö az első, aki a hadseregben oktatta a bot használatát Grenoble-ban, 1886–tól 1889–ig. 1898-ban Svájcban megnyitja az első Savate iskolát. 1900-ban Londonba megy, ahol E.W.Barton – Wright „Bartitsu” nevezetű iskolájában ju-jitsut tanul a japán mesterektől, a nevük: Sadazaku Uyenishi és §Yukio Tani. 1901-ben megnyitja saját Önvédelmi és vívó akadémiáját Az angol bot-technikát is hozzáadta a művészetéhez.
A kedvenc eszköze a közepes méretű úgynevezett malacca bot, amelynek a végén ezüst- vagy vasgolyó van. Az iskolájában évenként rendezett bajnokságokat. Míg Charlemont a Canne – ban csak a vívó mozdulatokat tanította, addig Vigny ezt továbbfejlesztette, ütésekkel, rúgásokkal kombinálta és ezt az általa kifejlesztett módszert sikeresen alkalmazta az önvédelemre.
1907-ben nyoma vész és ezzel egyúttal módszerét is hamar elfelejtik.

### Henry Lang
Indiában, Kathiawar-ban a rendőrségen dolgozott felügyelőként közvetlenül az I. világháború után. Londonba utazott és itt tanulta a Vigny féle önvédelmi módszert, aminek fontos eszköze a bot. Amikor visszatért Indiába, kombinálta Vigny rendszerét a BOIS nevezetű botvívás technikájával, amit a Nyugat–Indiai szigeteken gyakoroltak. Az általa egyesített rendszert a rendőröknek oktatta. Lang kiadott egy könyvet, amelyben ismertette a módszerét, és ez olyan népszerű lett, hogy 1941–1948 között az izraeli és a palesztin területeken a rendőrök önvédelemre használták.

### Edward William Barton – Wright
Indiában született. A tanulmányait német illetve Franciaországban végzi. Az 1890-es években, Japánban dolgozott mérnökként, ahol Jigoro Kanótól – a judó atyja – és más híres ju-jitsu mesterektől tanult, mielőtt visszatért volna Angliába, ahol megkezdte a saját önvédelmi stílusának kialakítását. Amikor 1898-ban visszatért Londonba, Barton-Wright a Shaftsbury Avenuen egy iskolát hozott létre, ahol angol bokszot, vívást, birkózást és savate-ot lehetett tanulni, valamint ju-jitsut a két híres japán mestertől, Yukio Tanitól és Sadakazu Uyenishitől. 

Hogy hirdesse az iskoláját, Barton-Wright meglátogatta az akkori tánctermeket Tanival és Uyenishivel, ahol 20 £-ot ajánlott azoknak, akik 15 percig állva bírnak maradni valamely mester ellen. Nagyon komoly sikereket értek el, ezzel bizonyítva, hogy a japán küzdőstílus kiválóan működik akkor is, ha egy kisebb embernek kell megküzdenie egy nagyobb termetűvel szemben.
Iskolájában a savate és canne technikákat Pierre Vigny oktatta. A Bartitsut tekinthetjük az első modern kori kevert stílusú harcművészetnek. A stílus viszonylag hamar elfelejtődött, azonban néhány lelkes angol úriember megpróbálta újjáéleszteni.

A Bartitsuról bővebb információ Tony Wolf: The Bartitsu Compendium, Volume 1: History and the Canonical Syllabus című könyvében található a következő címen: http://www.lulu.com/content/138834 Archiválva 2007. február 7-i dátummal a Wayback Machine-ben

### Maurice Sarry
A Canne versenysport megalapítója. Francia box szakértő, arany kesztyűs fokozatú. Az 1960–as évek elején ismerkedik meg a Savate-val. 1975-ben megalakul a Francia–box Nemzeti Szövetsége, és a fegyverhasználatot törlik a sport tematikájából. Ugyanebben az időben megalapítják a Canne Szövetséget, amely egy önálló szervezettként működik, de a Francia–box Szövetség felügyelete alatt. Ismereteit kiterjesztette a népi fegyverekre is.
Szenvedélyesen kutatta a különböző fegyveres stílusokat (canne és baton) Vigny és Lang módszerét. E módszerek felhasználásával 1978-ban kiadja a könyvét, amellyel megalapítja a sportág alapjait. 1980-ban megrendezik az első nemzeti bajnokságot. Ő lesz a Canne Szövetség elnöke, 10 évig menedzseli ill., szabályozza a bajnokságot.

### Magyarországitörténete
- 2001 szeptemberében Tarpai Flórián (G.A.T.1.), a francia boksz egyik szakértője kutatja fel a canne de combat történetét, és lehetőséget keres egy mester után, aki közelebbről megismertethetné a sportágat.
- 2004 júliusában meg is találja a mestert Gerhard Schmitt személyében, aki a Nemzetközi Francia Boksz Szövetség főtitkára és a Bírói Bizottság elnöke.
- 2004 októberében sikerül megszervezni egy szemináriumot Fögel Viktor(zöld kesztyű) és Rimár Zsolt(G.A.T.2) segítségével, melynek keretében elindul a canne de combat gyakorlati ismertetése.
- 2005 februárjában a savate meghívást kap egy harcművészeti szemináriumra a BM épületébe, ahol Canne de Combat bemutatóra is sor kerül.
- 2005 júliusában full contact grand prix verseny a Margit-szigeti Szabadidő Színpadon. Ezután Tarpai Flórián folytatja az oktatást, és
- 2005 októberében ismét megszervez egy szemináriumot. Ezen a szemináriumon már vizsgáztatás is folyik. Minden részvevő sikeres vizsgát tesz, de Fögel Viktor(zöld kesztyű), Rimár Zsolt(G.A.T.2.) és Lovászi Viktor(sárga kesztyű) a második fokozatig is eljut.
- 2006 februárjától folytatódnak az edzések a BKV előre SC sporttelepén.
- 2006 májusában ismét lehetőség nyílik népszerűsíteni a sportágat Szekszárdon egy harcművészeti fesztivál keretében.
- 2006 júliusában sikeres edzőtábort szervez a Szlovén Savate Szövetség, ahol a további gyakorlati fejlődés és a nemzetközi kapcsolatok kiépítése a fő cél.
- 2006. október 21–22-én megrendezik a sportág történetében az első Európa-bajnokságot nyolc ország részvételével, ahol Tarpai Flórián a 18. és Tarpainé Bruszt Ildikó a 6. helyezést éri el.
- 2006 decemberében rendezték meg az össz-harcművész fesztivált és bajnokságot, ahol ismét jelen van a canne.
- 2007-ben megalakul a Budapesti Canne De Combat Sportegyesület Tarpai Flórián elnökletével.
- 2008. szeptember 27-28.: a németországi Frankenbergben megrendezik a második canne világbajnokságot, a magyar színeket Tarpai Flórián, Tarpainé Bruszt Ildikó és Petőfi Zsigmond képviselte.
- 2009 januárjában La Canne szeminárium volt Fabien Pavelet vezetésével.
- 2010. április 10.: az első canne de combat verseny Magyarországon.
- 2010. szeptember 4., Anglia, Cambridge: a második canne de combat Európa-bajnokság. A magyar csapat a 3. helyezést ért el.

## Részei
A Canne de combat egy összefoglaló név, több részből áll:
- Canne: egybotos küzdelem
- Double canne: kétbotos küzdelem
- Baton: hosszúbot
- Canne défense: önvédelem sétapálcával
- Canne chausson: savate rugások és bot ütések kombinálva

### Canne
A canne alkotja a Canne de Combat legnagyobb részét, egybotos küzdelem, melynek során a küzdő felek védőfelszerelésben próbálnak meg minél több találatot bevinni egymásnak.
A támadható felületek a következők:
- Fej szemből, fentről és oldalról
- Test: csak a törzs elülső és oldalsó része.
- Láb: a térd és a boka közötti rész, elölről, oldalról és hátulról is, az ízületek nem támadhatók

Csak érvényes technikával szabad támadni, együttes támadás nincs. Az ütésnél elliptikus röppályát kell megtenni a karral. Védekezni elmozgással vagy hárítással lehet. A hárítás rövid és pontos. A testtartásnak, illetve a lábmunkának fontos szerepe van. A botot bármely kézzel lehet fogni, illetve cserélgetni, az egyik kézből a másikba.

### Double Canne
A kétbotos játék során a küzdő felek mindkét kezükben egy-egy botot tartanak. Hol az egyik, hol a másik kézzel próbálnak találatot bevinni, miközben védekeznek és visszatámadnak. A két botos küzdelem során az egy botos küzdelemben használt támadó és védekező technikákat alkalmazzák, azonban a két bot sokkal gyorsabb támadást és védekezést tesz lehetővé. Hivatalos kétbotos versenyszám nincs, egyedül a Pal I Basto-n (egy franciaországi verseny, ahol minden évben összegyűlnek a canne-t gyakorlók egy közös vívásra) lehet két bottal vívni.

### Bâton
A bâton hosszú bot technikákat takar, mely alapja az angol quarterstaff mozgásanyaga, kiegészülve a canne mozgásanyagával. A bâtont egyedül, páros gyakorlat, vagy szabadon összeállított bemutató formájában gyakorolják. Versenyt nem rendeznek belőle.

### Canne défense
A canne défense bottal történő önvédelem. Alapja a canne mozgásanyaga, de tartalmaz szúrásokat, hárításokat és visszatámadásokat, nyak és kézkulcsokat, fogásokból szabadulást is. Canne défense során nem csak a sportban meghatározott támadási felületeket, hanem az egész testet, de főleg a sérülékeny részeket támadják: ilyenek a könyök, a térd, a váll, az arc… Folyamatosan fejlesztés alatt áll. Csak páros gyakorlatokat tartalmaz, verseny nincs belőle.

### Canne chausson
A canne chausson kombinálja a savate lábtechnikákat a canne bottechnikákkal. A lábbal történő támadásokat bot támadások követik. Bővebb információ a canne-et-baton oldalon olvasható.

## Technikák
A canne 6 alaptechnikára, és ezek kombinációjára, valamint egyéb elemekkel (ugrások, forgások, kézcserék) történő összekapcsolására épül.

### A technikák
- Brisé
- Croisé téte
- Latéral croisé (tête, flanc, bas: fej, törzs, láb)
- Latéral extérieur (tête, flanc, bas: fej, törzs, láb)
- Enlevé
- Croisé bas

### Védések
Védekezésnél lehetőség szerint a 6 (8) alapvédést kell alkalmazni, ezek:
- Felső védés (belső, külső)
- Oldalsó védés úgy, hogy a bot vége felfele mutat (belső, külső)
- Oldalsó védés úgy, hogy a bot vége lefele mutat (belső, külső)
- Alsó védések (ezek az előzőnek a változatai, belső, külső)

A külső védés azt jelenti, hogy a botot a test középvonalához képest kívülre húzzuk, a belső védés azt jelenti, hogy a védés átmegy a test középvonalán.

## Versenyszabályok

### Érvényes támadási felületek
- Fej

Engedélyezett: fej teteje, az arc szemből és oldalról.
Kifejezetten tiltott: nyakszirt, nyak, gége, tarkó, a fej hátsó fele
- Törzs

Engedélyezett: a hónaljtól a derékig tartó rész
Kifejezetten tiltott: Vállak, hát, kezek.
- Láb

Engedélyezett: A térd és a boka közötti rész, szemből, oldalról, hátulról.
Kifejezetten tiltott: térd, boka, láb, sarok
A botnak mindig meg kell állnia a célon, és nem szabad kaszálni.
Fontos
- Ha védekező állásban vagyunk jobbosan (a jobb kezünkben van a bot) akkor mindig a jobb lábnak kell elöl állnia (a lábak között vállszélességű hely)
- Ha védekező állásban vagyunk balosan (a bal kezünkben van a bot) akkor mindig a bal lábnak kell elöl állnia (a lábak között vállszélességű hely)

Mindkét esetben a lábunk az ellenfél felé mutat, se nem jobbra, sem nem balra.
Megjegyzés: tavaly óta lehetőség van arra, hogy a támadásokat a hátsó kézzel indítsunk.

### Érvényes támadások
Csak szabályos technikával szabad támadni.
Ahhoz, hogy a támadás érvényes legyen, a következőknek kell teljesülni:
- A találatot szerző fél a védekezés/elmozgás – támadás alapelvet követve szerzett találatot. Canne-ban nem tolerálják a "hagyom hogy eltaláljanak hogy én is találhassak" logikát. Ha a másik fél támad előbb védekezni kell (bottal vagy elmozgással), és csak ezután lehet visszatámadni.
- A találatot a bot felvezetése (arme) (előkészítés) előzte meg (a bot markolata a gerincoszlop vonala mögött van)
- A találat tiszta
- A találatot szerző fél a 6 érvényes technika egyikével talál, a mozdulat folyamatos, nem szaggatott, és az ütés pillanatában a váll a kar és a bot (nagyjából) egy vonalat képez.
- A találat érvényes találati felületet ért.
- A találat a bot elejével (az elülső húsz centiméterrel) történik
- A lábra irányuló ütéseket kitörő mozdulat kíséri
- Szúrni tilos
- Nem történt vágó, kaszaboló mozgás a találat során (mert ez nem kard)

### Védekezés
Védekezni kétféleképpen lehet: vagy elmozgással (ellépéssel, elhajlással, átlépéssel), vagy hárítással. A hárítás és elmozgás együtt nem engedélyezett.
Minden támadást védeni kell, és csak azután engedélyezett az ellentámadás. Éppen ezért együttes támadás, illetve közbetámadás nem engedélyezett. Abban az esetben, ha a közbetámadás történik, akkor:
- Ha egyik fél sem talál, egyik fél sem kap pontot
- Ha a közbetámadó talál, egyik fél sem kap pontot
- Ha mindkét fél talál, akkor a támadást kezdő kapja a pontot

### Pontozás
Négy bíró figyeli a mérkőzést, három bíró a három sarokban ül, míg a negyedik bíró egy emelvényről figyeli a másik három bírót. A három bíró mindegyike egy kék, illetve egy sárga zászlót tart a kezében. Ha úgy ítélik meg, hogy találat történt, akkor felemelik a sárga vagy kék zászlót aszerint, hogy melyik fél vitt be érvényes találatot. Minden egyes zászló 1 pontot jelent, tehát egy nagyon szép találat, melyet mindegyik bíró látott, 3 pontot ér. Ezeket a pontokat jegyzi le, és összegzi a negyedi bíró.
A küzdelem folyamatosan, megállítás nélkül zajlik, a menetidő általában 1,5 vagy 2 perc (korosztálytól függ). 2, 3 vagy 4 menet egy mérkőzés. A mérkőzés végén összegzik a pontszámokat, és kihirdetik a győztest.

### Menetidők és korcsoportok
- Gyermek 10–14 éves: 2 vagy 3*1,5 perc
- Serdülő 14–17 éves: 2 vagy 3*1,5 perc
- Ifjúsági 17–20 éves: 2 vagy 3*2 perc
- Felnőtt 21–40 éves: 2 vagy 3*2 perc
- Veterán 41- évestől: 2 vagy 3*2 perc

A döntők minden kategóriában: 4 menetesek

## Fokozatok

### Kék szalag: kezdet a megismerés
- Gyakorlati ismeretek: egyensúly, minőségi előadás, 6 technika, 8 védés, kitérés.
- Elmélet: A canne története.

### Zöld szalag: együtt a technikák, két kéz együttműködése
- Tárgy: Én ütök, és a testemmel követem az ütést
- Gyakorlati ismeretek: mint a kék szalagnál, valamint kitörés (avant, arriére, exterieur) és forgások.
- Történet-elmélet: Canne története
- Gyakorlat-elmélet: a szabályos ütések, követelmények az érvényes ütésekhez.

### Piros szalag: együttműködés és ellentét
- Tárgy: ugyanaz, mint a zöldnél.
- Téma: A védekezés megszervezése és alapvető visszatámadások.
- Technikai követelmények: a test elfordítása súlyáthelyezés, alapvető mozgások.
- Elmélet: A Canne szabályai, ruha ill. felszerelés, a vívók kötelességei, a menetek ideje, az alapvető szabályos ütések, büntetések, intések.

### Fehér szalag: a kezdet megerősítése
- Tárgy: én ütök elsőnek
- Téma: megelőzés
- Technikai követelmények: viselkedés, összefüggő előkészület a bemutatóra.
- Elmélet: birói tudnivalók, a korcsoportok, különböző típusú versenyek.

### Sárga szalag: megzavarom a támadót
- Téma: cselezés
- Technikai követelmények: Canne, double canne és a baton bemutatása.
- Elmélet: bírói vizsga

## Canne de combat a médiában
- Gérard Depardieu a Vidocq című 2001-es filmben canne-ozik
- Az Arsène Lupin című film canne és savate részeket is tartalmaz
- A The Tiger Brigades című film canne és savate részeket is tartalmaz